# Дапенілі
Дапенілі (груз. დაფენილი) — село в Грузії.
За даними перепису населення 2014 року в селі проживає 139 особа.